# Đội tuyển Davis Cup Fiji
Đội tuyển Davis Cup Fiji đại diện Fiji ở giải đấu quần vợt Davis Cup và được quản lý bởi Hiệp hội Quần vợt Fiji. Đội chưa thi đấu kể từ năm 2001.

## Lịch sử
Fiji lần đầu tiên tham gia Davis Cup vào năm 1999. Thành tích tốt nhất của họ là thứ 5 ở Nhóm IV năm 1999 và 2000. Fiji bắt đầu thi đấu như là một phần của đội Thái Bình Dương. Tuy nhiên đội chưa thi đấu kể từ năm 2001.